# Acantholimon karatavicum
Acantholimon karatavicum är en triftväxtart som beskrevs av Nikolai Vasilievich Pavlov. Acantholimon karatavicum ingår i släktet Acantholimon och familjen triftväxter. Inga underarter finns listade i Catalogue of Life.